# استیضاح عبدالرضا شیخ‌الاسلامی
استیضاح عبدالرضا شیخ‌الاسلامی اشاره به استیضاح عبدالرضا شیخ‌الاسلامی وزیر کار و رفاه اجتماعی دارد که با درگیری لفظی و علنی میان محمود احمدی‌نژاد، رئیس جمهور وقت ایران با علی لاریجانی، رئیس وقت مجلس شورای اسلامی جمهوری اسلامی ایران در صحن مجلس در بهمن‌ماه ۱۳۹۱ همراه بود.
درگیری در جلسه استیضاح شیخ‌الاسلامی، وزیر کار و رفاه اجتماعی دولت دوم احمدی‌نژاد به ادعای رئیس جمهوری ایران در مورد رانت‌خواری و فساد اقتصادی خانواده لاریجانی با پخش یک فیلم و پاسخ متقابل رئیس قوه مقننه ایران مربوط می‌گردد.
در ۱۵ بهمن‌ماه سال ۱۳۹۱، طرح استیضاح شیخ الاسلامی وزیر تعاون، کار و رفاه اجتماعی در مجلس در یک جلسه علنی بسیار پرتنش بررسی شد. دلیل استیضاح وزیر کار، تن ندادن به حکم دیوان عدالت اداری و خواست نمایندگان مجلس برای برکناری سعید مرتضوی از ریاست سازمان تأمین اجتماعی عنوان شد.
تحلیلگران از وقایع این روز تحت عنوان یکشنبه سیاه یاد کردند. این وقایع با عتاب شدید رهبر جمهوری اسلامی ایران روبرو شد.

## نتیجه
از ۲۷۲ نماینده حاضر در جلسه مجلس، ۱۹۲ نفر به این استیضاح رأی موافق و ۵۶ نفر رأی منفی دادند. رأی ۲۴ نماینده نیز ممتنع بود و بدین ترتیب مجلس با اکثریت قاطع آرا شیخ الاسلامی را از وزارت برکنار کرد.
در جریان این استیضاح محمود احمدی‌نژاد، با پخش نوار مکالمه‌ای، برادران لاریجانی و خصوصاً شخص فاضل لاریجانی را به سوء استفاده از قدرت در فعالیت‌های اقتصادی متهم کرد.

## روند اتفاقات
احمدی‌نژاد در جریان دفاع از وزیر خود با پخش فیلمی ادعا کرد که این استیضاح به دلیل جلوگیری دولت از زد و بندهای برادران لاریجانی و به دلیل انتقام‌گیری آن‌ها مطرح شده‌است. فیلم مخفیانه ضبط شده‌ای که او از جلسه محرمانه فاضل لاریجانی و سعید مرتضوی داشت، صدای واضحی نداشت و احمدی‌نژاد متن پیاده شده فیلم را تا انتها برای نمایندگان مجلس در جلسه علنی خواند که در آن فاضل لاریجانی به وضوح از نفوذش بر روی برادرانش در قوه قضاییه و مقننه می‌گفت و خواهان دریافت مبالغ زیادی پول و امکانات از بابک زنجانی بود. بابک زنجانی ظاهراً درصدد خریداری شرکت‌های تابعه سازمان تأمین اجتماعی بوده‌است و فاضل لاریجانی وعده می‌داده که با استفاده از نفوذش موانع حقوقی و اجرایی کارهای تجاری زنجانی را رفع می‌کند و با طلب مبلغ هنگفتی می‌تواند مباشر او باشد.
- پس از پایان سخنان احمدی‌نژاد، علی لاریجانی رئیس مجلس در سخنان بسیار تندی به پاسخ گویی به سخنان او پرداخت و گفته‌های احمدی‌نژاد را «تهمت» و «اتهام» خواند. لاریجانی خطاب به احمدی‌نژاد در پایان گفت «اتفاقا خوب شد شما که دائم بگم بگم در کشور راه انداختید امروز این فیلم را نشان دادید تا مردم شخصیت شما را بهتر بشناسند».
- در این هنگام احمدی‌نژاد خواستار پاسخگویی شد، اما چنین اجازه‌ای از سوی لاریجانی به او داده نشد و او بالاجبار با حالتی تحقیرآمیز از مجلس خارج شد. لاریجانی در پاسخ درخواست احمدی‌نژاد گفت: «شما تهمت زدید و جوابتان را دادیم، دیگر اجازه صحبت ندارید».[۱۲]
- رهبر جمهوری اسلامی چند روزی بعد از این ماجرا اقدام احمدی‌نژاد در مجلس را خلاف شرع، قانون و اخلاق بود و در عین حال استیضاح وزیر رفاه را نیز در ماه‌های پایانی دولت بی‌فایده دانست و گفت «در داخل مجلس هم کسانی حرف‌های نامناسب بر زبان آوردند» و «دفاع رئیس محترم مجلس هم قدری زیاده‌روی بود.»[۱۳]
- علی لاریجانی رئیس مجلس، صادق لاریجانی رئیس قوه قضائیه و ۲۶۵ نفر از نمایندگان مجلس در سه نامه جداگانه به علی خامنه‌ای بابت اتفاقات روی داده عذرخواهی کرده و مراتب پیروی خود را اعلام نمودند. [۱۴][۱۵]
- احمدی‌نژاد نیز نامه‌ای به رهبر نوشت که کار خود را در مجلس و در جریان افشاگری به «مصلحت کشور» خواند.[۱۶]

## افشاگری‌ها در اینترنت
بعد از این جلسه ابتدا فایل صوتی صحبت‌های احمدی‌نژاد و لاریجانی و بعد فیلم لحظه خروج احمدی‌نژاد از مجلس با کیفیت بالا و تدوین حرفه‌ای در اینترنت پخش شد. بعد از آن فیلم کامل مخفیانه ضبط شده از جلسه مرتضوی با فاضل لاریجانی و بعد از آن جلسه بین مرتضوی، سید حسن میرکاظمی و بابک زنجانی پیرامون موضوع باج خواهی فاضل لاریجانی درحالی‌که سعید مرتضوی در بازداشت بود در اینترنت منتشر شد. در روز بعد فیلم کامل صحبت‌های لاریجانی که قسمت‌های مقطعی از آن در شب قبل در تلویزیون ایران نمایش داده شده بود در سایت شخصی علی لاریجانی منتشر شد اما بعدتر سایت علی لاریجانی از دسترس خارج شد.

## یکشنبه سیاه
در ادبیات سیاسی نظام جمهوری اسلامی ایران، به این جلسه مجلس شورای اسلامی یکشنبهٔ سیاه اطلاق می‌شود.